# Uponor
Uponor est une société qui vend des produits pour l'approvisionnement en eau potable, le chauffage et le refroidissement par rayonnement en Finlande.